# ぼくのおばあちゃん
『ぼくのおばあちゃん』は、榊英雄監督による2008年12月6日公開の日本映画である。
本作で主演を務めた菅井きんは、82歳にして映画初主演となり、ギネス世界記録に「世界最高齢映画初主演女優」として認定された。なお、後の2013年に公開された日本映画『ペコロスの母に会いに行く』で初主演した赤木春恵が88歳と175日で菅井の記録を更新し、同認定を受けている。
また、深浦加奈子の遺作となった作品でもある。

## ストーリー
住宅メーカーのトップ営業マンの智宏は、妻の絵美と息子と共に順風満帆な生活を送りながらも、仕事に追われ、家族を省みる余裕を失いかけていた。
そんなとき、担当する茂田一家と関わることで、心の奥にしまっていたおばあちゃんとの記憶が甦る。
故郷の思い出、父親の死、家族や近所の人たちとのふれあい。そして大好きなおばあちゃんのあたたかい手。それは智宏が忘れかけていた、かけがえのない家族の絆だった。

## キャスト
村田みさお
演 - 菅井きん
智宏の父方の祖母。智宏が14歳の頃に自身は83歳の誕生日を迎える。時代劇が大好きで、若い頃に結髪の仕事をしており、辞めた後も地元の結婚式の花嫁たちの髪結いなどをしている。智宏が子供の頃にはしゃぎすぎたせいで、左の手のひらを怪我している。優しい性格で智宏をかわいがりいつも孫の味方となっている。
村田智宏
演 - 岡本健一、吉原拓弥（14歳）、伊澤柾樹（5歳）
現在は“きのした工務店”で働く営業マン。ニンジンが嫌い。5歳の頃は時代劇「必殺成敗侍」のファンで、家の内外でおもちゃの剣を振り回してよくチャンバラごっこをしていた。周りから“とも(ちゃん)”と呼ばれていた。明るくわんぱくな性格だったがその後中学生になると優しい性格ながらたまに感情を露わにするようになり、現在は温厚で朗らかな性格。
村田絵美
演 - 加藤貴子、金城成美（14歳）
智宏の妻。智宏を愛しており明るく振る舞っているが、心の中では夫に自身や雄太のことにもっと目を向けて欲しいと願っている。智宏とは同い年で中学生の頃から家族ぐるみで付き合い親しくなる。
村田雄太
演 - 熊谷瑠衣
智宏の息子。智宏と同じくニンジンが嫌い。ある時智宏に約束をすっぽかされてしまい落ち込む。後日家族で智宏の実家に遊びに行く。

### 茂田家
茂田洋一（しげたよういち）
演 - 阿部サダヲ
マイホームを購入を考える世帯主で、智宏が担当する。気が弱い性格で美佐子の尻に敷かれている。自身の父との今後の生活や新居の間取りについて夫婦間で意見がまとまっていない状態。
茂田美佐子
演 - 清水美沙
洋一の妻。高齢の源次郎に生活を振り回せられており義父に老人ホームに入ってもらいたいと思っている。作中ではイライラしており怒りっぽく、仕事で自宅に訪れた智宏の前でも洋一と口論になることが多い。
茂田タケシ
演 - 松井瑛介
茂田夫妻の息子。小学3年生ぐらい。源次郎のせいで顔にちょっとした傷がある。おじいちゃん子で両親より源次郎を慕っている。
茂田源次郎
演 - 石橋蓮司
夫婦がゴタゴタしていることを知り、過去にタケシに怪我をさせてしまったこともあり、自ら老人ホームに入ることを決める。

### 智宏の故郷に暮らす主な人たち
村田千恵子
演 - 原日出子
智宏の母。いつからかは不明だが智宏が中学生の頃には食堂の配膳係のパートをして家計を支えている。家族思いな性格で普段はほんわかしているが、智宏を叱る時はきちんと叱る。
村田征二
演 - 柳葉敏郎
智宏の父。みさおの息子。ガンを患っており智宏が5歳の頃に亡くなる。生前病気のことは隠したまま、智宏に「お母さんとお婆ちゃんを守るんだぞ」と伝えていた。
新海幸太郎
演 - 寺島進
絵美の父。日常的にふざけた言動をしているが、陽気な性格で根は悪くない。チャンバラ好きな智宏のことを子供の頃から、“旗本退屈男”と呼び慕っている。
新海君江
演 - 深浦加奈子
絵美の母。青果店「白石商店」を夫婦で営む。ちゃらんぽらんな性格の幸太郎に文句を言いながらも娘の絵美と3人で楽しく過ごしている。
鈴木憲次
演 - 宮川一朗太
薬屋の主人。同じ商店街に住む幸太郎と親しくしており「こうちゃん」と呼んでいる。病気になった征二やみさおのことを気にかけている。みさおの誕生日には新海一家と共に村田家にお祝いに訪れる。

### 智宏の仕事関係
神崎社長
演 - 亀石征一郎
智宏たち営業部の社員に、お客様と家族のような信頼関係を築き、50年先まで感謝されるような家を売るよう意志を伝える。
山口太郎
演 - 船越英一郎
智宏の上司。智宏とは冗談を言い合うなど親しくしている。智宏の所属する営業所が、会社の次期モデルケースとして選ばれたことを伝える。
智宏の同僚
演 - 秦秀明
数ヶ月間連続で営業トップの売上を成績をおさめる智宏を羨む。
榊田建築士
演 - 津田寛治
智宏の仕事仲間。茂田夫妻に具体的な構造を説明するために智宏と共に茂田家の新築の模型を作る。智宏と同世代らしく彼と同じく時代劇「必殺成敗侍」のファン。

### その他の人たち
くじ引き係
演 - 桐谷健太
過去のシーンに登場。智宏の地元の若者。地元を盛り上げるためにくじ引き大会を開くことを大声でアピールする。後日新井式回転抽選器(いわゆるガラポン)でくじを引きに来た智宏の結果を見守る。
担当医
演 - 並樹史朗
過去のシーンに登場。みさおが入院した時に受け持ち、後日智宏と会話でやり取りする。
教師
演 - 榊いずみ
現在のシーンに登場。雄太の担任。授業で「ぼくのわたしのお父さん・お母さん」という題で生徒たちが書いた作文を発表させる。
その他
演 - 榊真里亜、吉家明仁、小林博、塩野魁土、福本清三、細川純一、カラサワイサオ、渡来敏之　ほか　

## スタッフ
- 監督：榊英雄
- 脚本：龜石太夏匡、榊英雄
- 原作・題字：なかむらみつる
- プロデューサー：川上泰弘、龜石太夏匡
- 音楽：榊いずみ、佐藤ワタル
- 撮影：宮川幸三
- 美術：井上心平
- 編集：清野英樹
- 照明：鈴木康介
- 録音・整音：山田均
- 助監督：広田幹夫、山口雄也、泉佳央里
- 製作担当：江島進
- 音響効果：丹雄二
- MA：アオイスタジオ
- 現像：IMAGICA
- 特別協力：愛媛県、大洲市、日本航空
- ロケ協力：えひめフィルムコミッション、大洲市商工観光課、ドラマコミッション・なんよ　ほか
- 協賛：サークルケイ四国、モアグループ、坊っちゃん劇場（株式会社ジョイアート）、サンフジ企画、湯楽の里、喜楽里
- アソシエイトプロデューサー：星野竜雄、千葉誠治
- 製作プロダクション：チェイスフィルムエンタテインメント
- 製作・配給：キノシタ・マネージメント
- 上映時間：123分

## 主題歌
- 「Wonderful Life」／榊いずみ